# Zbigniew Muszyński
Zbigniew Mieczysław Muszyński (ur. 18 stycznia 1912 w Dominikowicach, zm. 3 stycznia 1991 w Warszawie) – inżynier mechanik, rektor SGGW, prezes Urzędu Patentowego.
Był synem Matyldy z domu Kret i Mieczysława Muszyńskiego, którzy byli nauczycielami szkoły powszechnej w Dominikowicach (z czasem ojciec został kierownikiem szkoły). Po skończeniu szkoły powszechnej, naukę kontynuował w Gorlicach – w gimnazjum i Szkole Przemysłowej. W 1929, będąc stypendystą Ligi Obrony Powietrznej i Przeciwgazowej, wyjechał do Francji, gdzie w 1932 ukończył Wydział Lotniczy Szkoły Technicznej (Institut Moderne Polytechnique) w Paryżu. Po powrocie do kraju pracował w różnych zakładach w: Lublinie, Pruszkowie i Warszawie. W 1945 rozpoczął pracę w Bielsku i Katowicach. Od marca 1949 do września 1963 był prezesem Urzędu Patentowego. 
Od 1 października 1951 Zbigniew Muszyński był również nauczycielem akademickim SGGW, gdzie w 1957 obronił doktorat. W 1962 został profesorem zwyczajnym. W latach 1952–1954, 1955–1957, 1958–1959 i 1964–1965 był dziekanem Wydziału Technologii Drewna SGGW. W latach 1962–1969 był prorektorem, a od 1969 do 1975 był rektorem SGGW. W 1977 przeszedł na emeryturę.
Małżonką Zbigniewa Muszyńskiego była Klementyna z domu Sitko. Profesor Muszyński zmarł 3 stycznia 1991 w Warszawie i został pochowany w rodzinnym grobie w Milanówku.